# Apinat Suksanguan
Apinat Suksanguan (thailändisch อภิณัฐ สุขสงวน, * 30. September 1993 in der Provinz Surin), auch bekannt als Apinat Songsri (thailändisch อภิณัฐ ทรงศรี) oder Mack, ist ein thailändischer Fußballspieler.

## Karriere
Apinat Suksanguan spielte bis zu seiner Verpflichtung beim Nakhon Pathom United FC für die Vereine Sisaket United FC, Khon Kaen United FC und dem Customs United FC. Seit mindestens 2019 stand er beim Nakhon Pathom United FC unter Vertrag. Der Verein aus Nakhon Pathom spielte in der dritten Liga, der Thai League 3. Hier trat der Klub in der Lower Region an. Ende 2019 wurde er mit dem Klub Meister der Region und stieg somit in die zweite Liga auf. Im August 2021 wechselte er nach Surin zum Drittligisten Surin City FC. Mit dem Verein spielt er in der North/Eastern Region der Liga. Nach sieben Drittligaspielen kehrte er zur Rückrunde 2021/22 Ende Dezember 2021 wieder zu Nakhon Pathom zurück. Am Ende der Saison 2022/23 feierte er mit Nakhon Pathom die Meisterschaft und den Aufstieg in die erste Liga. Nach insgesamt 30 Ligaspielen wurde sein Vertrag im Sommer 2024 nicht verlängert. Im Juli 2024 nahm ihn der Drittligist Thap Luang United FC unter Vertrag. Mit dem Verein aus der Provinz Nakhon Pathom spielte 13-mal er in der Western Region der Liga. Nach einer Spielzeit verließ er den Verein und schloss sich im August 2025 dem Zweitligaaufsteiger Rasisalai United FC an.

## Erfolge
Nakhon Pathom United FC
- Thai League 3 – Lower: 2019  ▲
- Thailändischer Zweitligameister: 2022/23  ▲